# Pemba (Tanzania)
Pemba è una circoscrizione rurale (rural ward) della Tanzania situata nel distretto di Tarime, regione del Mara. Conta una popolazione di 10 844 abitanti (censimento 2012).